# نيقولاي زابولوتني
نيقولاي زابولوتني (بالروسية: Николай Арчилович Заболотный)‏ هو لاعب كرة قدم روسي في مركز حراسة المرمى، ولد في 16 أبريل 1990 في سانت بطرسبرغ في روسيا. شارك مع منتخب روسيا تحت 21 سنة لكرة القدم. أما مع النوادي، فقد لعب مع أورال يكاترينبورغ وزينيت سانت بطرسبرغ وسبارتاك موسكو ونادي روستوف ونادي سبارتاك موسكو 2 لكرة القدم.

## وصلات خارجية
- نيقولاي زابولوتني على موقع قاعدة بيانات كرة القدم.إي يو (الإنجليزية)
- نيقولاي زابولوتني على موقع Soccerway.com (الإنجليزية)
- نيقولاي زابولوتني على موقع عالم كرة القدم.نت (الإنجليزية)